# Quebrada Baruta
La Quebrada Baruta es un pequeño curso de agua del sector mirandino de la ciudad de Caracas tiene su origen al Noroeste de la población de Baruta en la urbanización El Peñón; es el segundo curso de agua en cuanto a volumen agua vertida al río Guaire en la vertiente sur de la cuenca de dicho río. En la actualidad el cauce de esta quebrada de halla casi en su totalidad embaulado debajo de la urbanizaciones de la zona Sudeste de ciudad, desemboca  en la urbanización Las Mercedes a unos 50 metros al este de Puente Veracruz frente a la fachada posterior de la Universidad Nacional Experimental de las Fuerzas Armadas (UNEFA), antiguo edificio Maraven. Entre sus principales afluentes se halla la quebrada los Campitos

## Toponimia
El nombre de la quebrada deriva de la voz indígena de los Baruta que en castellano es Jabillo nombre de un árbol, así como el de un cacique de la región

## Historia
En el pasado esta quebrada presentó importancia histórica en cuanto a la minería de oro aluvional en el valle de Caracas.